# Brendan Donovan
Brendan Donovan (Wurzburgo, Alemania, 16 de enero de 1997) es un jugador profesional alemán de béisbol que se desempeña en la posición de jardinero izquierdo en St. Louis Cardinals, equipo de las Grandes Ligas de Béisbol (MLB).

## Carrera
Fue seleccionado en la séptima ronda en el Draft de la MLB de 2018. En 2022 hizo su debut profesional con el equipo St. Louis Cardinals, donde lleva jugando dos temporadas.